# Клемент (узурпатор)
Клемент (лат. Clemens) — раб Агриппы Постума, самозванец. После смерти хозяина выдал себя за него и попытался захватить власть императора.
Узнав о смерти Октавиана Августа в 14 году, Клемент решил похитить Агриппу и увезти к германским легионерам. Но из-за медлительности судна Клемент не успел, так как Агриппа был убит по приказу Тиберия. Тогда Клемент похитил его прах, отрастил волосы и бороду и выдал себя за покойного Агриппу Постума, поскольку был очень на него похож. Распространив слухи среди невежественных людей о том, что Агриппа милостью богов остался жив, Клемент получил достаточно большое количество последователей.
Довольно быстро Тиберий понял, что дело приобретает нежелательный размах, поэтому поручил военачальнику Саллюстию Криспу покончить с узурпатором. Двое сообщников Криспа похитили самозванца. За несколько дней Клемента после многочисленных пыток казнили во дворце в 16 году и тайно вынесли тело — Тиберий, опасаясь его сторонников, побоялся проводить публичную казнь. Корнелий Тацит приводит свидетельства, что на вопрос Тиберия, как же Клементу удалось стать Агриппой, самозванец ответил: «Так же, как ты — Цезарем».
По одной из версий, Клемент был сыном или внуком Октавиана Августа от одной из его многочисленных рабынь. Это объясняет и его сходство с Агриппой Постумом.
Роберт Грейвс в своем историческом романе «Я, Клавдий» предположил, что Клементом действительно был Агриппа Постум, который не умер, однако в экранизации романа этот эпизод отсутствует.